# ال تابلون
ال تابلون (انگلیسی: El Tablón) نام شهری در کشور کلمبیا است.